# Ratpenat pilós de Java
El ratpenat pilós de Java (Kerivoula papillosa) és una espècie de ratpenat de la família dels vespertiliònids que es troba a Brunei, l'Índia, Indonèsia, Malàisia i el Vietnam.